# Bogusławki Małe
Bogusławki Małe [pronunciación en polaco: /bɔɡuˈswafki ˈmawɛ/] es un pueblo ubicado en el distrito administrativo de Gmina Rawa Mazowiecka, dentro del condado de Rawa, Voivodato de Łódź, en el centro de Polonia . Se encuentra a unos 5 kilómetros al sureste de Rawa Mazowiecka y a 57 kilómetros al este de la capital regional Łódź.